# قصة الفلسفة
قصة الفلسفة: حياة وآراء أعاظم رجال الفلسفة في العالم هو كتاب من تأليف ويل ديورانت يذكر فيه لمحات عن العديد من الفلاسفة الغربيين البارزين وأفكارهم، ابتداء من سقراط وأفلاطون مروراً بفريدرك نيتشه. حاول ديورانت إظهار الترابط بين أفكارهم وكيف أن فكرة أحد الفلاسفة ألهمت من جاء بعده.
يتكون الكتاب من أحد عشر فصلاً، يركز كل فصل من الفصول التسعة الأولى على فيلسوف واحد، بينما يقدم الكاتب لمحة مختصرة عن ثلاثة فلاسفة من بدايات القرن العشرين في كل من الفصلين الأخيرين. نشر الكتاب عام 1924، وصدرت الطبعة الثانية المنقحة عام 1933. كان الكتاب قد نشر في الأصل كمجموعة من الكتيبات في سلسة كتب ليتل بلو (Little Blue) للكتيبات غير المكلفة للإنسان العامل. وقد أثبتت شعبية كبيرة ما حذا إلى تجميعها في كتاب واحد ونشرها على شكل مجلد من قبل سيمون و شيستر عام 1926.
الفلاسفة المذكورون، كما في الترتيب: أفلاطون، أرسطو، فرانسيس بيكون، باروخ سبينوزا (مع قسم يتحدث عن ديكارت)، فولتير (مع قسم يتحدث عن روسو)، إيمانويل كانت (مع قسم يتحدث عن هيفل)، آرثر شوبنهاور، هربرت سبنسر، فريدرك نيتشه.
الفصلان الأخيران كرسا للفلاسفة الأوروبيين ومن ثَمّ الأمريكيين. حيث تناول الكتاب الفلاسفة هنري برجسون، بينيدتو كروتشه، بيرتراند راسل في الفصل العاشر، وجورج سانتايانا، وويليام جيمس، وجون ديوي في الحادي عشر.
للكتاب ترجمتان بالعربية، إحداهما لأحمد الشيباني، والثانية لفتح الله المشعشع.